# جيمس لوكهارت
جيمس لوكهارت (بالإنجليزية: James Lockhart) هو مؤرخ أمريكي، ولد في 8 أبريل 1933، وتوفي في 17 يناير 2014.